# Miro boodang
Petroica boodang
Espèce
Statut de conservation UICN

 LC  : Préoccupation mineure
Le Miro boodang (Petroica boodang) est une espèce de passereaux endémique d'Australie. Il appartient à la famille des Petroicidae.

## Description
Comme les autres Petroicidae, c'est un passereau trapu avec une grosse tête. Sa taille varie de 12 à 13,5 cm de longueur. Cet oiseau pèse entre 12 et 14 g. Son plumage présente un dimorphisme sexuel. Les mâles ont la tête, le dos et la queue noirs, les ailes noires et blanches, la gorge rouge et le ventre, le front et le croupion blancs. La femelle ressemble au mâle, mais avec un plumage plus terne, brun au lieu du noir, un rouge délavé orange sur la poitrine et un ventre chamois. Les juvéniles ressemblent à la femelle sans le rouge sur la poitrine.

## Répartition
Il est endémique à l'Australie, où on le trouve dans les régions côtières du sud du Queensland au centre de l'Australie-Méridionale, en Tasmanie et au sud-ouest de l'Australie-Occidentale.

## Migrations
L'espèce est généralement sédentaire sur la plupart de son territoire, mais certaines populations du continent effectuent de petites migrations locales à l'automne et l'hiver, soit pour les habitats plus ouverts soit des altitudes plus basses.

## Habitat
Cet oiseau vit dans les forêts d'eucalyptus du niveau de la mer à 1 000 m d'altitude, en particulier les habitats ouverts avec sous-bois herbeux ou arbustifs. Au cours de l'hiver, il fréquente des environnements plus ouverts, comme les habitats urbains.

## Comportement
Il se nourrit d'arthropodes comme les insectes et les araignées. Il ajuste son comportement alimentaire aux variations saisonnières, se nourrissant essentiellement sur le sol pendant l'hiver, mais pendant l'été et au printemps, il cherche ses proies sous les écorces et le feuillage.

## Sous-espèces
D'après Alan P. Peterson, il existe trois sous-espèces :
- Petroica boodang boodang (Lesson) 1837 ;
- Petroica boodang campbelli Sharpe 1898 ;
- Petroica boodang leggii Sharpe 1879.

## Galerie

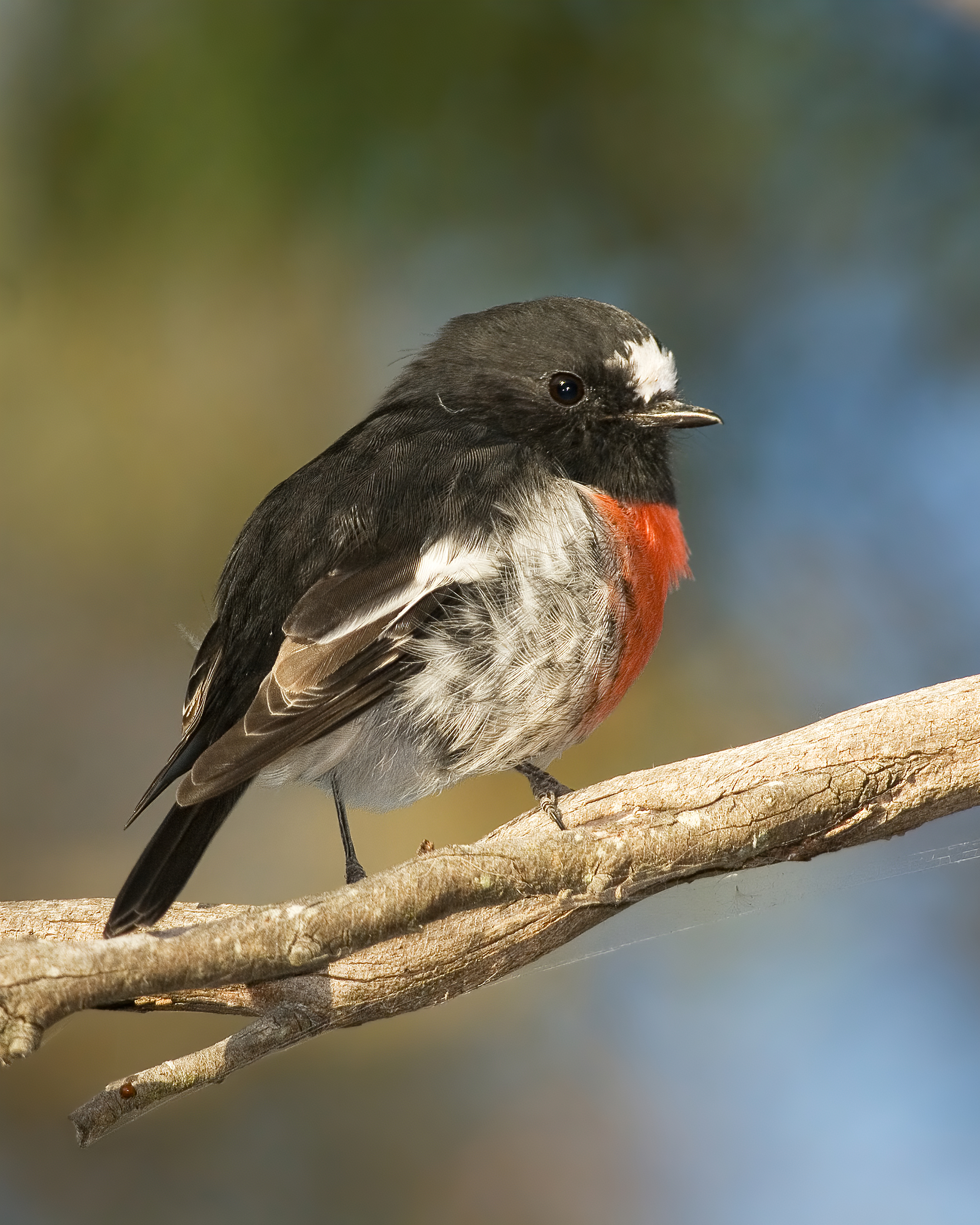
Mâle
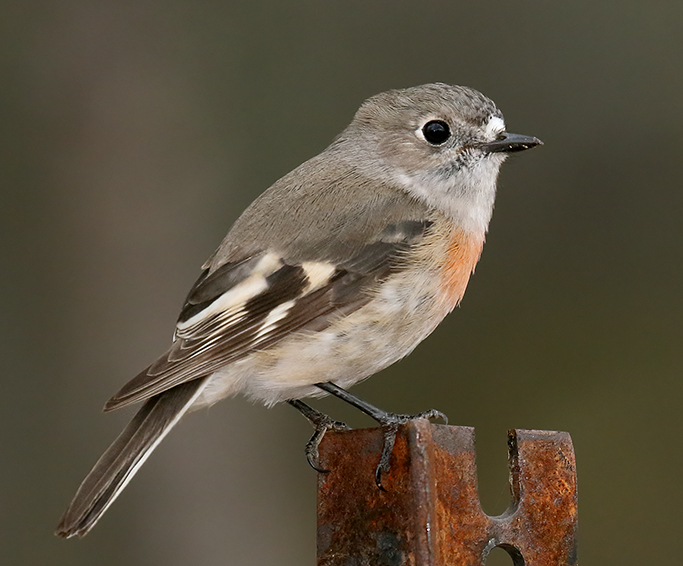
Femelle
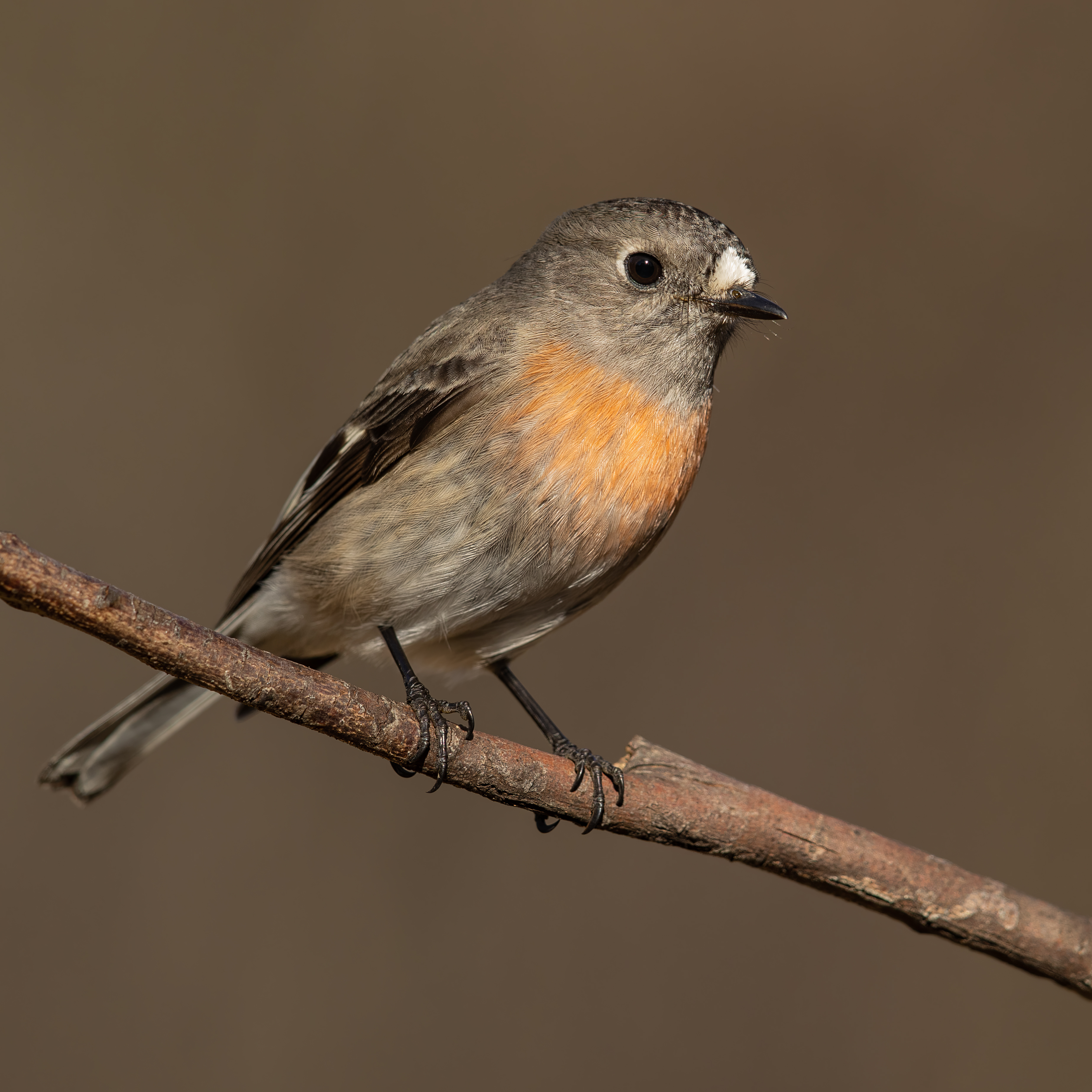
Femelle
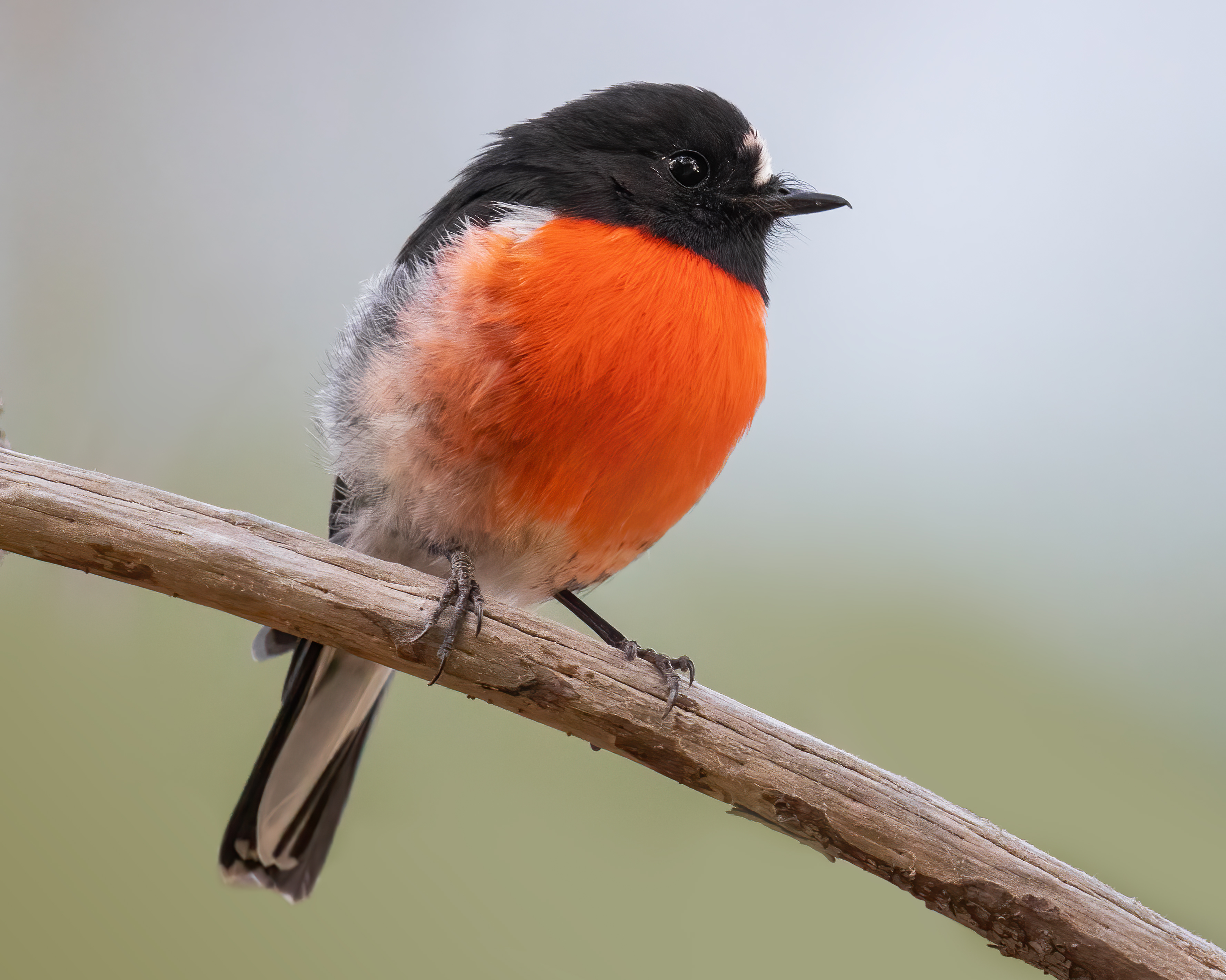
Miro boodang mâle, en Tasmanie. Février 2021.
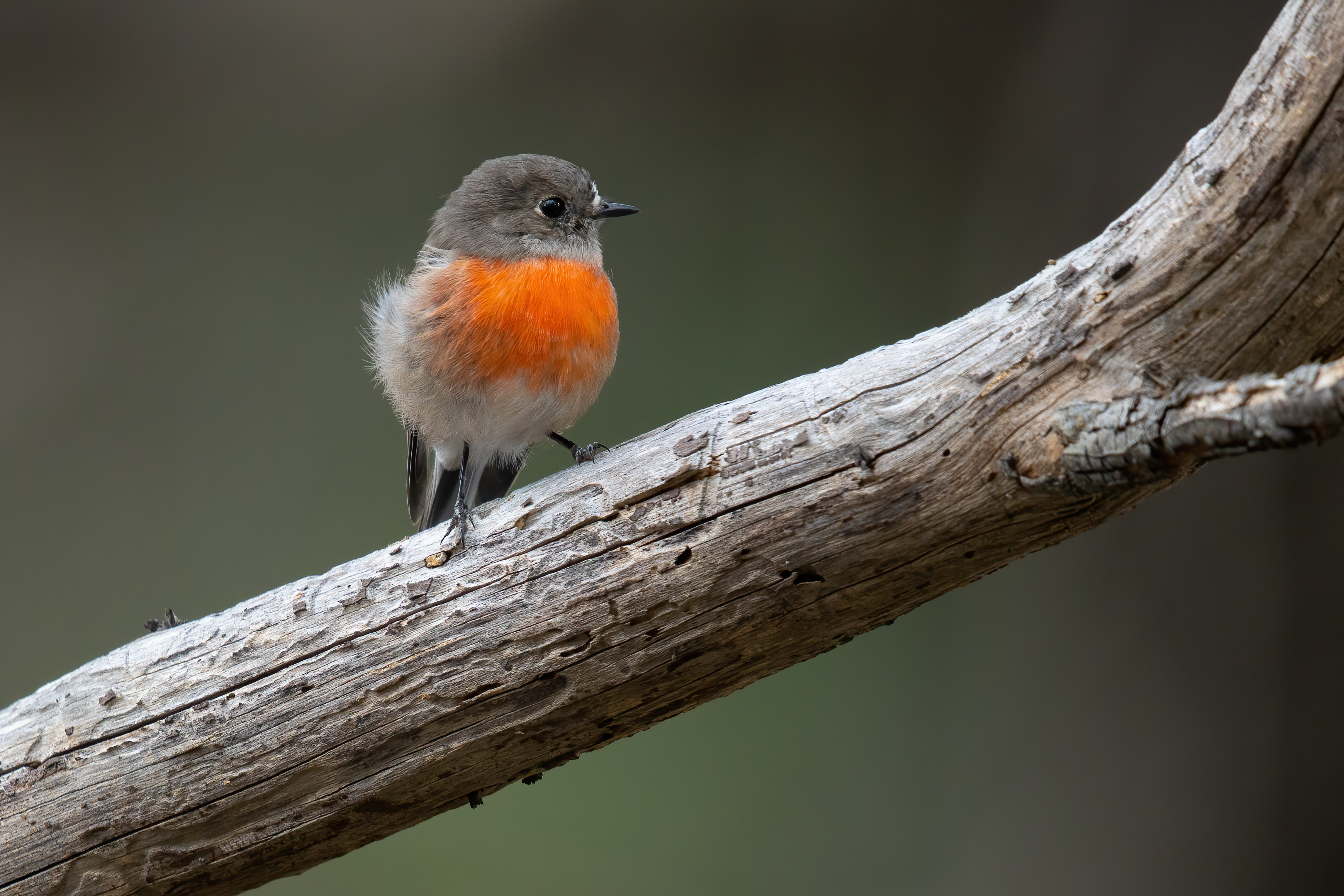
De même.